# أشتون كالفرت
أشتون كالفرت (بالإنجليزية: Ashton Calvert) هو دبلوماسي أسترالي، ولد في 9 نوفمبر 1945 في هوبارت في أستراليا، وتوفي في 16 نوفمبر 2007 في كانبرا في أستراليا بسبب سرطان.